# Marie de Wurtemberg
Ne doit pas être confondu avec Marie de Wurtemberg (1818-1888).
Pour les articles homonymes, voir Maison de Wurtemberg.
Titre
Duchesse consort de Saxe-Cobourg et Gotha
23 décembre 1832 – 29 janvier 1844
La duchesse Marie de Wurtemberg (Antoinette Friederike Auguste Marie Anna Herzogin von Württemberg ; 17 septembre 1799 - 24 septembre 1860) est une des filles du duc Alexandre de Wurtemberg et d'Antoinette de Saxe-Cobourg-Saalfeld. Elle est duchesse de Saxe-Cobourg et Gotha de 1832 à 1844 en tant que deuxième épouse du duc Ernest Ier. À ce titre, elle est la belle-mère du prince Albert, époux de la reine Victoria.

## Jeunesse
Marie est née le 17 septembre 1799, fille aîné du duc Alexandre de Wurtemberg et de son épouse la princesse Antoinette de Saxe-Cobourg-Saalfeld. Elle a deux jeunes frères, le duc Alexander et le duc Ernest. Le Royaume de Wurtemberg, comme on l'appelle à partir de 1806, est une entité importante en Allemagne au niveau de la Prusse, de la Bavière et de la Saxe, avec des liens avec les familles royales anglaises et russes.

## Mariage
À Cobourg, le 23 décembre 1832, Marie devient la deuxième épouse d'Ernest Ier 48 ans, duc de Saxe-Cobourg et Gotha. Ernest a hâte de trouver une nouvelle épouse après la mort de sa première épouse, Louise de Saxe-Gotha-Altenbourg. Alors qu'il cherche initialement une épouse de haut rang, il constate que son âge et sa mauvaise réputation limitent ses choix. Il se contente alors de Marie, âgée de trente-trois ans et qui se trouve être sa nièce. Les relations oncle-nièce sont découragées à ce moment-là parmi la royauté européenne, et Marie est la fille de la sœur d'Ernest, Antoinette,.
À la suite de cette union, Marie devient la belle-mère d'Ernest II et du prince Albert, futur époux de la reine Victoria du Royaume-Uni,. Marie est aussi leur cousine germaine. Ernest et ses fils rencontrent Marie au château de Thalwitz et l'accompagnent au duché pour commencer son mariage. Elle maintient une relation heureuse jusqu'à sa mort avec ses deux beaux-fils,, devenant marraine (par contumace) du premier fils de Victoria et Albert, Albert Edward, Prince de Galles, (le futur Édouard VII) en 1841.
L'historienne Gillian Gill décrit Marie comme une « dame sévère et mélancolique ». Marie et Ernest n'ont pas d'enfants et les deux se séparent rapidement, vivant sur des domaines séparés,. En 1843, Marie adopte un enfant de « parenté humble ». Il écrit : « Je vous souhaite plus de succès que n'assiste généralement à l'éducation des enfants pauvres des rangs inférieurs par des personnes qui sont les nôtres. »
Alors qu'Albert l'appelle « chère maman » dans ses lettres, Marie choisit de ne pas assister à plusieurs événements importants dans la vie de ses beaux-fils, comme leur confirmation et le couronnement de la reine Victoria (Marie cite le mauvais temps pour s'excuser pour la première). Albert et Marie maintiennent leur correspondance tout au long de leur vie, ce qui aide les historiens à mieux comprendre leur relation.

## Veuvage
Ernest 1er meurt en 1844, et la duchesse douairière choisit comme sa résidence de dot le Schloss Reinhardsbrunn, le Schloss Friedrichsthal et le Schloss Friedenstein, tous à Gotha. Elle choisit de retourner à Cobourg principalement pour rencontrer ses parents anglais en visite. Marie meurt au Schloss Friedenstein le 24 septembre 1860, un an avant Albert. Elle est enterrée dans le mausolée ducal du Friedhof am Glockenberg à Cobourg:47.